# Erick Villegas
Erick Alonso Villegas González (Copiapó, Chile, 11 de noviembre de 1953) es un abogado y político chileno.

## Biografía
Hijo de Lucio Villegas Alfaro y de Ester González Gallardo, realizó sus estudios en el Liceo Católico Atacama, en su ciudad natal.
Inició tempranamente sus actividades políticas al ingresar al Partido Demócrata Cristiano a la edad de 15 años.
En su calidad de estudiante fundó y, posteriormente, presidió la Federación Única de Estudiantes Particulares de Atacama.
Posteriormente, ingresó a la carrera de Derecho en la Pontificia Universidad Católica de Chile.
En el ámbito profesional, se desempeñó como abogado de la Vicaría de la Solidaridad.

## Carrera política
En 1993 fue elegido Diputado por la III Región, Distrito N.° 5 de Chañaral, Diego de Almagro y Copiapó, para el período de 1994 a 1998, en representación de la Democracia Cristiana.
En su labor de Diputado, integró las Comisiones de Minería y Energía y la de Derechos Humanos, Nacionalidad y Ciudadanía.
En 1997, en medio de negociaciones políticas de cara a las elecciones parlamentarias de ese año, el Partido Demócrata Cristiano cedió su cupo electoral por dicho distrito al Partido Por la Democracia, el que llevó como candidato al sociólogo Antonio Leal, perjudicando las posibilidades de repostulación de Erick Villegas.
En 2001, Villegas inició una agresiva campaña senatorial para conseguir el doblaje de la Concertación. Sin embargo, obtuvo cerca del 20% de los votos, quedando por detrás de Ricardo Núñez (PS) y Baldo Prokurica (RN).
En 2005, postuló a un escaño en la Cámara Baja, sin resultar electo.

## Controversias
El 29 de enero de 1984 fue asesinada por un grupo de militares la joven estudiante universitaria Gloria Stockle Poblete. En mayo de 1986, el abogado querellante en la causa, Erick Villegas, comenzó a sentir "en carne propia la odiosidad que algunas personas le comenzaban a tener cuando el entonces alcalde de Copiapó, Carlos Porcile Valenzuela, intentó atropellarlo con una camioneta municipal en el momento en que atravesaba la calle." Ante esto, Villegas interpuso una querella criminal contra el alcalde Porcile, por actos de agresión en su contra, la que fue acogida por la Corte de Apelaciones de Copiapó y posteriormente confirmada por la Corte Suprema.

## Historia electoral

### Elecciones parlamentarias de 1993
- Elecciones parlamentarias de 1993 a Diputado por el Distrito 5 (Chañaral, Copiapó  y Diego de Almagro)[5]

| Candidato               | Pacto                                | Partido | Votos  | %     | Resultado |
| ----------------------- | ------------------------------------ | ------- | ------ | ----- | --------- |
| Erick Villegas González | Concertación Democrática             | PDC     | 19 090 | 28,94 | Diputado  |
| Ruth Vega Donoso        | Concertación Democrática             | PS      | 16 093 | 24,40 |           |
| Carlos Vilches Guzmán   | Unión por el Progreso de Chile       | RN      | 13 320 | 20,19 | Diputado  |
| Eduardo Esteffan Marco  | Unión por el Progreso de Chile       | UDI     | 8775   | 13,30 |           |
| Eduardo Aramburú García | Alternativa democrática de Izquierda | PC      | 4773   | 7,24  |           |
| Ruth Eliana López Sagua | La Nueva Izquierda                   | ECOL    | 2215   | 3,36  |           |
| Julia Droguett Ledezma  | Alternativa democrática de Izquierda | ILA     | 1699   | 2,58  |           |

### Elecciones Parlamentarias 2001
- Elecciones parlamentarias de 2001 a Senador por Atacama [6]

| Candidato                 | Pacto                                      | Partido | Votos  | %     | Resultado |
| ------------------------- | ------------------------------------------ | ------- | ------ | ----- | --------- |
| Ricardo Núñez Muñoz       | Concertación de Partidos por la Democracia | PS      | 42 263 | 43,03 | Senador   |
| Baldo Prokurica Prokurica | Alianza por Chile                          | RN      | 38 212 | 38,90 | Senador   |
| Erick Villegas González   | Concertación de Partidos por la Democracia | PDC     | 17 750 | 18,07 |           |

### Elecciones parlamentarias de 2005
- Elecciones parlamentarias de Chile de 2005, Distrito 5 Chañaral, Copiapó  y Diego de Almagro [7]

| Candidato                   | Pacto                          | Partido | Votos  | %     | Resultado |
| --------------------------- | ------------------------------ | ------- | ------ | ----- | --------- |
| Antonio Leal Labrín         | Concertación por la Democracia | PPD     | 30 032 | 49,25 | Diputado  |
| René Aedo Ormeño            | Alianza por Chile              | RN      | 12 432 | 20,39 | Diputado  |
| Alberto Calvo Montes        | Alianza por Chile              | UDI     | 6864   | 11,26 |           |
| Erick Villegas González     | Concertación por la Democracia | DC      | 6241   | 10,23 |           |
| Gastón Quezada Fernández    | Juntos Podemos Más             | PC      | 3224   | 5,29  |           |
| Jorge Alfredo Cuello Castro | Fuerza Regional Independiente  | PAR     | 1100   | 1,80  |           |
| Carlos Toro Valladares      | Juntos Podemos Más             | PH      | 1086   | 1,78  |           |